# ميل روزين
ميل روزين (بالإنجليزية: Mel Rosen)‏ هو منافس ألعاب قوى أمريكي، ولد في 24 مارس 1928 في ذا برونكس في الولايات المتحدة، وتوفي في 25 مارس 2018.

## روابط خارجية
- ميل روزين على موقع الاتحاد الأمريكي لسباقات المضمار والميدان، قاعة المشاهير (الإنجليزية)
- ميل روزين على موقع قاعة ألاباما للمشاهير الرياضية (مؤرشف) (الإنجليزية)